# Brasile ai Giochi della XX Olimpiade
Il Brasile partecipò ai Giochi della XX Olimpiade che si sono svolti a Monaco di Baviera dal 26 agosto all'11 settembre 1972, con una delegazione di 81 atleti impegnati in 13 discipline per un totale di 44 competizioni.  Il portabandiera fu Luiz Menon, capitano della squadra di pallacanestro, alla sua seconda Olimpiade. Il bottino della squadra fu di due medaglie di bronzo.

## Medaglie
| Medaglia | Nome             | Sport            | Evento       |
| -------- | ---------------- | ---------------- | ------------ |
| Bronzo   | Chiaki Ishii     | Judo             | Fino a 93 kg |
| Bronzo   | Nélson Prudêncio | Atletica leggera | Salto triplo |

## Risultati

### Pallacanestro
| Atleta | Classifica |
| --- | ---------- |
| V · D · M Nazionale brasiliana - Pallacanestro ai Giochi della XX Olimpiade 4 Dodi · 5 Radvilas · 6 Bira · 7 Fransérgio · 8 Hélio Rubens · 9 Marquinhos · 10 Joy · 11 Menon · 12 Adilson · 13 Edvar Simões · 14 Zé Geraldo · 15 Mosquito · All. Pedroca | 7°         |
| Nazionale brasiliana - Pallacanestro ai Giochi della XX Olimpiade |            |
| 4 Dodi · 5 Radvilas · 6 Bira · 7 Fransérgio · 8 Hélio Rubens · 9 Marquinhos · 10 Joy · 11 Menon · 12 Adilson · 13 Edvar Simões · 14 Zé Geraldo · 15 Mosquito · All. Pedroca                                                                             |            |